# Saitama (One Punch-Man)
Saitama (サイタマ) é o protagonista da série de mangá One Punch-Man criada por One. Saitama, um super-herói independente e que sonha em se tornar famoso, vem da Cidade Z e realiza feitos heróicos como hobby. Por três anos seguidos, Saitama treinou o suficiente para se tornar o ser mais forte e pode derrotar qualquer inimigo com um único soco. No entanto, por causa de seu poder incomparável, ele não teve nenhum desafio real de seus supervilões ou adversários criminosos, deixando-o insatisfeito e entediado. Ele se torna o mentor relutante de Genos, um ciborgue em busca de  vingança contra outro ciborgue que matou sua família e destruiu sua cidade natal, depois que Saitama derrota um monstro que derrotou Genos. Com Genos, Saitama aprende sobre a Hero Association, uma organização profissional que combate monstros e protege a Terra.
O personagem foi criado por One como parte de um webcomic envolvendo um estilo alternativo de super-herói que já começou como o mais forte do mundo e a maioria de suas histórias envolviam tarefas diárias. Para a serialização do mangá, Saitama foi ilustrado por Yusuke Murata.
Em outubro de 2015, uma adaptação de anime foi lançada. Na adaptação de anime, Saitama é dublado por Makoto Furukawa em japonês e Yuri Chesman na dublagem brasileira.

## Criação
O autor japonês de mangá One se interessou em criar um super-herói cômico que já fosse o mais forte do mundo. Ele queria se concentrar em diferentes aspectos da narrativa do que aqueles normalmente usados em histórias de super-heróis padrão, como problemas cotidianos. Ele disse:
| “      | Socos são muitas vezes bastante inúteis contra os problemas da vida. Mas dentro do universo de One Punch-Man, eu fiz de Saitama um tipo de cara que era capaz de adaptar sua vida ao mundo que o cercava, armado apenas com seu imenso poder. Os únicos obstáculos que ele enfrenta são coisas mundanas, como ficar sem dinheiro. | ” |
| — One, | |   |

One surgiu com o design simplista de Saitama ao pensar em como "o mundo está cheio de heróis de aparência legal".
O enredo do mangá era que Saitama ficou entediado com seu estilo de vida de super-herói e, em vez disso, recorreu a lidar com a vida cotidiana. Do ponto de vista de One, um herói não é legal por ser forte ou forte, em vez disso, é a mentalidade de Saitama e como ele é capaz de entender as mentalidades de outras pessoas. One teve dificuldades em desenhar cenários para Saitama devido ao quão poderoso ele era; tudo o que Saitama faria seria imediatamente dar um soco no problema. One sentiu que a jornada de Saitama tornou a história interessante; a única parte difícil é fazer seus aliados não parecerem muito fracos.
O artista Yusuke Murata inicialmente o desenhou de uma forma "legal" ao lado de todo o elenco. Ele tentou fazer Saitama parecer bonito e acrescentou estrelas em seus olhos, mas todas essas ideias foram descartadas; Murata mudou devido a One pretender que Saitama fosse o oposto completo. No entanto, ele se divertiu ao desenhar o personagem. A expressão vazia que Saitama tende a fazer foi feita intencionalmente para efeito cômico. Murata também elaborou que, embora seja difícil se relacionar com personagens poderosos na ficção, a maneira como One escreveu Saitama conseguiu fazê-lo bem.

### Vozes
Saitama é dublado por Makoto Furukawa na versão japonesa e por Yuri Chesman na versão brasileira. Furukawa soube da série pela primeira vez graças a um amigo que tinha o mangá. Ele sentiu que a história, na qual cada episódio é concluído em um pequeno número de episódios, e que Saitama sempre termina com um golpe rápido para derrotar o inimigo no final, é simples, mas muito interessante. Além disso, sua primeira impressão de Saitama foi tão forte que ele estava preocupado se seria capaz de interpretá-lo. Ele ficou surpreso por ser realmente o herói mais forte porque a lacuna entre sua vida diária e a luta era atraente.  Furukawa o chamou de "complexo" devido à sua falta de motivação e não ser atento o suficiente, enquanto suas tarefas são parte do que o torna charmoso, o que o torna identificável. O ator explicou que Saitama tem dois tons diferentes com base nas cenas em que está envolvido, tornando-o legal e não legal.
Chesman, que dubla o Saitama na dublagem brasileira, começou fazendo teste na voz de Genos, o fiel escudeiro do careca. Chegou a ser aprovado na primeira bateria de teste, mas na segundo não. Entretanto, uma semana depois, ligaram para ele para fazer bateria de teste no Saitama. Ele conseguiu passar nos testes para a voz do protagonista. Portanto, dublou o Saitama.

## Aparições

### EmOne Punch-Man
Saitama é um homem careca de 25 anos que está entediado de lutar porque ele é capaz de derrotar inimigos sem esforço com um único soco.Vol. 1 Ele mora em um apartamento na Cidade Z. Três anos antes do início da série, quando ele ainda tinha cabelo, Saitama estava procurando emprego quando derrotou o poderoso supervilão Crablante que tentou matar uma criança com um queixo de bunda.Cap. 2 Saitama diz que se tornou um herói "por diversão".Cap. 5 Suas habilidades consistem principalmente em habilidades físicas ampliadas a um grau imensurável: força é o verdadeiro poder de Saitama, com velocidade, resistência e durabilidade sendo meros efeitos colaterais. Ele atribui isso a um regime de treinamento diário (100 flexões, 100 abdominais, 100 agachamentos, uma corrida de 10 km, alimentação saudável e abstenção do uso do ar condicionado ou aquecedor para reforçar sua fortaleza mental.) (Ele também menciona o treinamento mesmo quando seu corpo estava ferido e fazia estranhos sons de estalo). Três anos desse treinamento espartano levaram Saitama ao seu limite, tornando-o evidentemente imbatível.Cap. 11 No início da série, ele pega um discípulo e colega de quarto, Genos.Vol. 1
Embora ele tenha quebrado todos os recordes físicos no exame de admissão de Heróis por grandes margens, Saitama entra na Associação de Heróis com uma pontuação de 71, dando a ele uma das classificações mais baixas na Associação de Heróis. Isso se deve ao seu desempenho miserável no exame mental.Web Cap. 16-17, Cap. 16 Ele logo sobe na classificação realizando muitas ações, embora muitos de seus esforços não sejam reconhecidos por causa de danos colaterais ou super-heróis de nível superior recebendo mais crédito. Isso inclui derrotar o furioso supervilão/assassino ninja conhecido como Sonic Velocidade do Som (que se tornou seu improvável rival) e destruir um meteoro semelhante a Chicxulub, cada um com um único soco. No arco atual do webcomic de One, ele é rank 39 da Classe A. Independentemente de sua classificação, ele não se importa em dar crédito aos outros, como demonstrado em suas ações após a luta contra o Rei do Mar Profundo. No arco da história Dark Matter Thieves, ele não se deixa abalar pela telecinese de um poderoso esper, exibindo ainda mais sua resistência. Este arco também foi uma das únicas vezes em que ele usou seu "soco sério", derrotando o líder conquistador mundial dos alienígenas, Lord Boros. Também foi revelado que o poder de Saitama pode continuar a crescer sem limites, como demonstrado durante sua luta com Cosmic Garou, com este último deixando-o para trás na escala de poder através de cada golpe trocado. Através de várias circunstâncias, ele forma amizades com Mumen Rider, Bang, King e Blizzard. Seu nome de super-herói na associação é Careca de Capa (ハゲマント, Hagemanto).Cap. 45 Muitos personagens, como Garou e Sonic, buscam derrotar Saitama. Como ele é o personagem mais forte do anime, há personagens que veem derrotá-lo como uma conquista que desejam realizar para aumentar seus egos. No entanto, todos que vêm contra Saitama ficam aquém devido à falta de habilidades em comparação a ele.
O personagem também aparece no videogame One-Punch Man: A Hero Nobody Knows.
Embora Saitama, conhecido como "One Punch Man", seja incrivelmente forte, falta-lhe algo dentro de si, sentimentos. Ele diz que, por ser muito poderoso, não encontra excitação, raiva, tristeza, dor, etc. na vida. Um dos subpontos deste anime é ele procurando por alguém (ou alguém) que possa dar ao seu coração uma sensação pulsante e fazê-lo sentir emoções novamente através da batalha. No entanto, ele ainda não consegue encontrar esse desejo, mas continua procurando, esperando que um dia ele o faça.

## Recepção

### Popularidade

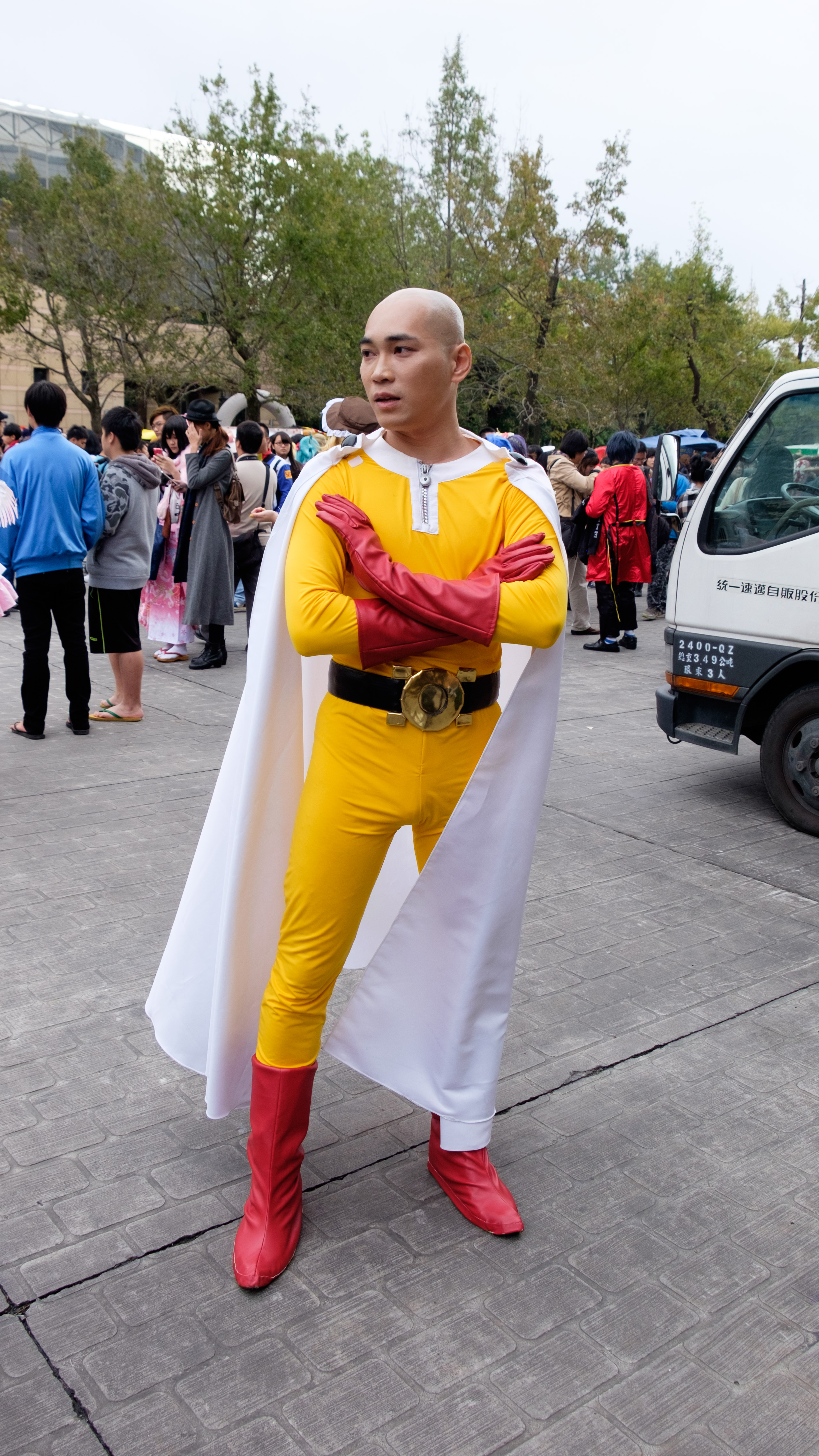
Cosplayer vestido de Saitama

Saitama ficou em primeiro lugar em uma pesquisa de popularidade do mangá. Ele foi indicado ao prêmio de Melhor Protagonista do Ano no  Crunchyroll Anime Awards de 2020. No Animax Carnival Malaysia 2016, existia uma atração da série onde o convidado era desafiado a dar um soco mais forte que o personagem. Vários tipos de merchandising também foram criados. Em 2019, um homem de Singapura chamado Sean Seah replicou o treino de Saitama que ele menciona no início da série para ficar em forma, mostrando resultados positivos no processo. e também ficou popular em comparações de internet contra personagens considerados "poderosos" como Superman Goku Hulk Omni-man Etc

### Críticas
A resposta crítica a Saitama tem sido principalmente positiva. A Anime News Network gostou de seus primeiros capítulos e de seu relacionamento com Genos pelo quão hilária a dupla é. Para a série, Den of Geek comentou que o maior apelo da série não foram as cenas de luta, mas sim as cenas cômicas de Saitama sempre que ele fica desapontado com um vilão que agem como uma sátira da série de luta. No entanto, o final da primeira temporada foi elogiado por misturar os dois elementos da narrativa em dois episódios onde Saitama faz uma expressão monótona antes de se tornar sério em uma luta pela primeira vez. A IGN concordou afirmando que a série faz um bom trabalho em como Saitama termina adequadamente a maioria de suas lutas de uma maneira diferente.
Comic Book Resources elogiou o capítulo 165, pois retratou Saitama em seu maior momento, o que vários leitores sempre esperaram, embora não haja nenhuma sensação de felicidade em seus feitos. SportsKeeda listou Saitama como o personagem mais forte da série duas vezes, mas se perguntou se o personagem recentemente introduzido, Deus, poderia derrotar o personagem. Screen Rant também listou Saitama como o personagem mais forte da história do anime. SportsKeeda observou que vários fandoms tendem a se dividir sobre quem é o personagem mais forte em duas séries: Saitama ou Goku de Dragon Ball. Anime News Network comparou Saitama com All Might, um personagem famoso da série de mangá Boku no Hero Academia entre os super-heróis ocidentais, afirmando que, apesar de seus conceitos semelhantes, a narrativa é muito diferente. No entanto, o escritor disse que todos eles dão a ideia de autoaperfeiçoamento aos fãs. A atuação de Furukawa como Saitama também foi elogiada.
O escritor do Panic at the Discourse, Joe Yang, afirmou que quando Saitama derrota o monstro Deep Sea King, ele sacrifica sua própria reputação ao não levar o crédito, pois ele "defende a ideologia da associação do herói", dando profundidade ao reflexo de como os heróis são reconhecidos na ficção. Yang expressou contraste entre Saitama e os heróis da Marvel e, em vez disso, o comparou com heróis de anime como Naruto Uzumaki, Goku, Ichigo Kurosaki, entre outros, pois eles também não agem como heróis. Yang enfatizou as origens de Saitama como uma "masculinidade assalariada" fracassada, comum na era Showa, bem como como ele não é aprovado pela Associações de Heróis como um herói importante pela sociedade. Ao concluir, Yang acredita que One escreveu Saitama como um exemplo de assalariado.